# Emad Levy
Emad Ezra Levy (ur. 1965 w Bagdadzie) – bagdadzki rabin, działacz żydowskiej społeczności w Iraku.

## Życiorys
Urodził się i dorastał w Bagdadzie, stolicy Iraku. Jego ojciec był księgowym. W początkowym etapie edukacji uczęszczał do żydowskiej szkoły, a następnie do szkoły publicznej. W dorosłym życiu trudnił się handlem samochodami. Był też grabarzem. W 1992 roku został wpisany na czarną listę kontrwywiadu za działalność na rzecz żydowskiej społeczności. Został następcą bagdadzkiego rabina po jego emigracji w 1999 roku. Równocześnie pracował jako szojchet – rytualny rzeźnik, przestrzegający zasad szechity. Jeszcze za rządów Saddama Husajna planował emigrację, jednak wyjazd z kraju był mu uniemożliwiany. Przez lata otrzymywał liczne pogróżki. W 2010 roku ostatecznie opuścił Irak i poprzez Jordanię trafił do Izraela. W wyjeździe pomógł mu Mordechaj Ben-Porat.